# Distretto di Parry Sound
Il distretto di Parry Sound è un distretto dell'Ontario in Canada, nella regione dell'Ontario centrale. Al 2006 contava una popolazione di 40.918 abitanti. Il suo capoluogo è Parry Sound.